# Nové Veselí
Nové Veselí är en köping i Tjeckien.   Den ligger i distriktet Okres Žďár nad Sázavou och regionen Vysočina, i den centrala delen av landet, 120 km sydost om huvudstaden Prag. Nové Veselí ligger 559 meter över havet och antalet invånare är 1 236.
Terrängen runt Nové Veselí är platt.Runt Nové Veselí är det ganska glesbefolkat, med 39 invånare per kvadratkilometer. Närmaste större samhälle är Žďár nad Sázavou, 5,2 km norr om Nové Veselí. Omgivningarna runt Nové Veselí är en mosaik av jordbruksmark och naturlig växtlighet.